# Lamborghini Gallardo

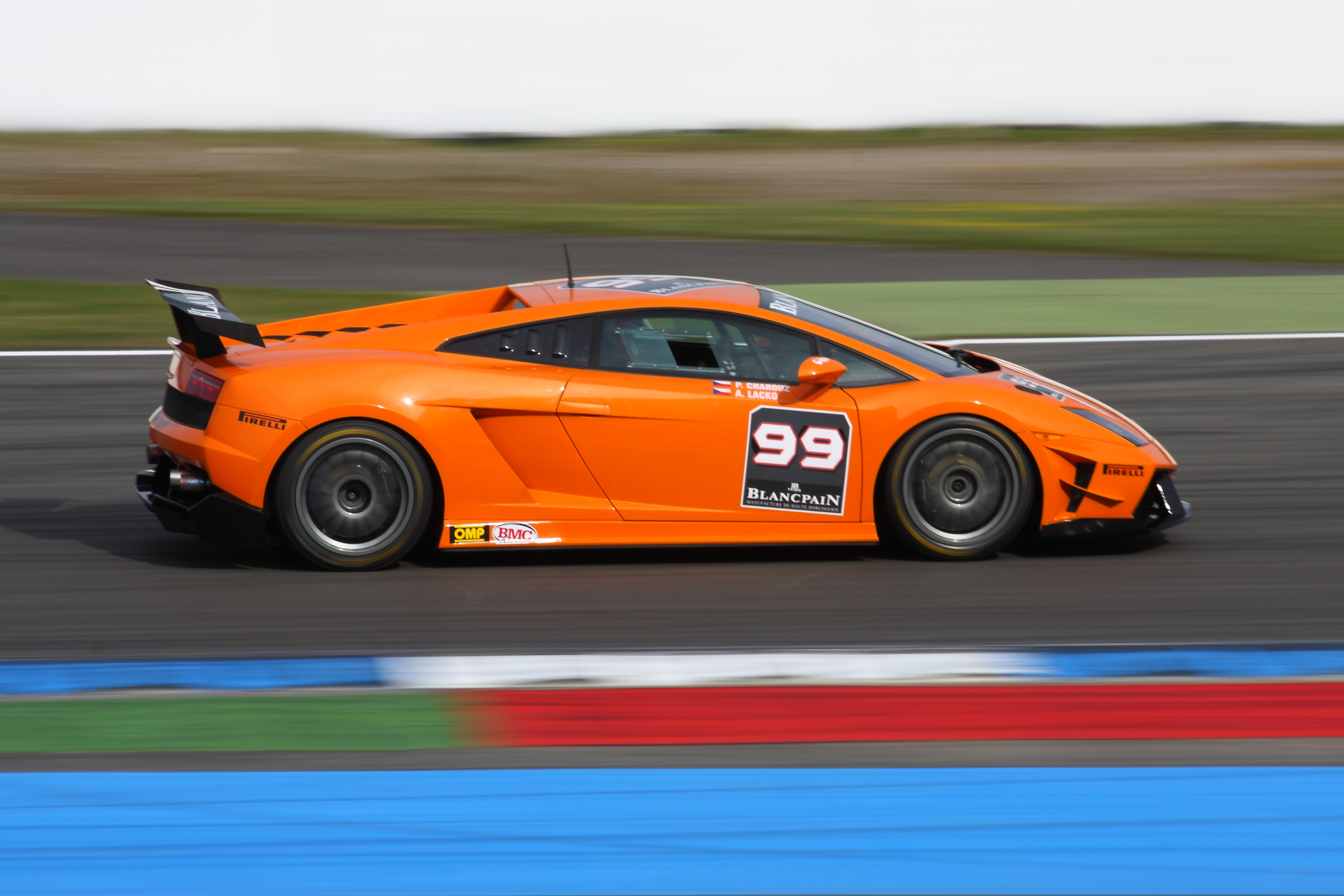
Lamborghini Super Trofeo

Lamborghini Gallardo är en sportbil utvecklad av bilmärket Lamborghini som tillverkades åren 2003–2013. Den var Lamborghinis "instegsmodell" och blev en försäljningsframgång med 14 022 bilar sålda, vilket gör den till märkets mest producerade bil någonsin. I Italien används två exemplar av modellen som polisbil av Polizia di Stato.
Bilen delar komponenter och teknologi med VAGs motor som finns bl.a. i förra generationen Audi S6, Audi RS6 och Audi S8.

## Första generationen (2004–2008)
Första generationen av bilen drivs av en mittmonterad 5,0 liters V10-sugmotor utvecklad av Lamborghini. Som transmission finns i två varianter, en konventionell sexväxlad manuell låda eller en sekventiell, robotiserad manuell låda kallad E-gear som är mer känd från Formel 1-bilarna.. Bilen är fyrhjulsdriven med 500 hk och senare 520 hk.
I slutet av 2005 lanserades Gallardo SE, en specialversion i begränsad upplaga om 250 exemplar. Denna variant skilde sig från den vanliga modellen genom ett eget tvåfärgad exteriör och interiör, specialdesignade fälgar samt en del tekniska förändringar i styrningen, utväxlingen samt motorn uppgraderad till 520 hk.
I början av 2006 lanserades cabrioletvarianten med tygsufflett, Gallardo Spyder. I samband med detta höjdes även effekten på alla Gallardo till 520 hk. Prestandan blev då 0–100 km/h 4,0 s samt en toppfart på 315 km/h.

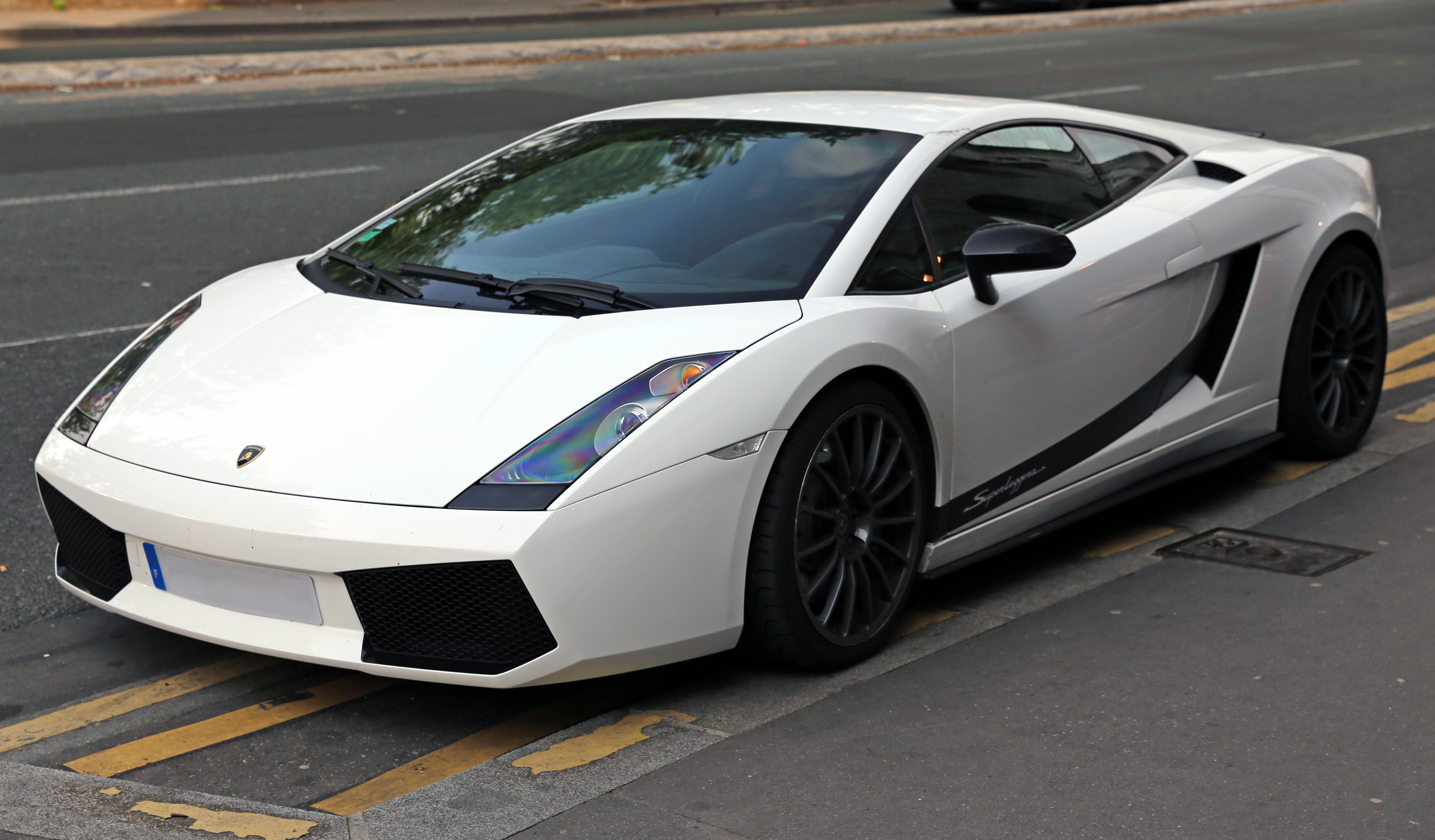
Lamborghini Gallardo Superleggera

Lamborghini Gallardo Superleggera är en specialbyggd version av Gallardo. Superleggera är 100 kg lättare eftersom den också är byggd av det superlätta materialet kolfiber. Bilen har 530 hästkrafter, vilket är 10 mer än vad den vanliga Gallardo har. Gallardo Superleggera klarar 0–100 km/h på 3,8 sek. Lamborghini Gallardo Superleggera är standardutrustad med en e-gearväxellåda. Bilen är försedd med mockaklädd inreriör, Pirellidäck och smidda corpius-fälgar. Bilen lackerades i Telesto-grå, Midas-gul, Borealis-orange och Noctis-svart. Superleggera levererades med eller utan bakvinge, bakvingen har inbyggt bakljus. Försäljningen börjades mars 2007 och såldes i begränsad upplaga. Total byggdes 618 exemplar, varav 172 för den nordamerikanska marknaden, innan tillverkningen upphörde i början av 2008.

## Andra generationen (2008–2012)
I juni 2008 lanseras uppdaterad Lamborghini Gallardo med beteckning LP560-4. Den har en 5,2 liters direktinsprutad V10 som producerar 560 hästkrafter och klarar 0-100 km/h sprinten på 3.7 sekunder.
LP560-4 är 20kg lättare och har 40% snabbare E-gear växling än föregångaren.
Även denna generation fick en Superleggera-version av modellen. Denna lanserades i mars 2010 under namnet LP570-4. Precis som sin föregångare var denna byggd till stor del av kolfiber och hade 10 hästkrafter mer än vanliga Gallardon.

## Tredje generationen (2012–2013)
Från och med november 2012 kunde man beställa Gallardos ur den tredje och sista generationen. De flesta ändringar som gjorts till denna generation är exteriörella.